# ملکه هانس، پنجاب
ملکه هانس (به انگلیسی: Malka Hans) یک شهر در پاکستان است که در ناحیه پاکپتن واقع شده‌است. ملکه هانس ۱۵۰ متر بالاتر از سطح دریا واقع شده‌است.